# Rossau (Altmark)
Rossau este o comună în Saxonia-Anhalt, Germania